# Иродион Илојезерски
Иродион Илојезерски (ум. 28. септембра 1541) - монах, испосник и ученик Корнелија Комељског. Поштован од стране Руске православне цркве у реду светитеља.
Православна црква помиње светог Иродиона 28. септембра.
Кратак извештај о Иродиону у 17. веку написан је у вези са црквеним истраживањем његовог живота и чуда, које је 1653. године извршио архимандрит Митрофан из Кирило-Белозерског манастира (1652-1660) у име архиепископа новгородског Никона. Из ње се зна да је Иродион, после смрти свог учитеља, неколико миља од Белозерска, основао манастир на једном острву у језеру Ило, саградио себи келију и основао храм у част Рођења Пресвете Богородице, око који је тада настао Илоезерска Озадска Испосница или Иродион Илоезерска Богородичина Испосница.
Иродион је преминуо 28. септембра 1541. године и сахрањен је у капели коју је саградио, где се тренутно чувају његове мошти.